# Copa Italia 1963-64
La Copa Italia 1963-64 fue la decimoséptima edición del evento, que inició el 9 de septiembre de 1963 y terminó el 1 de noviembre de 1964. AS Roma ganó el certamen por primera vez en su historia al derrotar en la final al Torino.

## Partidos

### Primera ronda
Jugados el 9 de septiembre de 1963
| Equipo 1      | Resultado    | Equipo 2         |
| ------------- | ------------ | ---------------- |
| Alessandria   | 1 - 1 (pro.) | Vicenza          |
| Varese        | 1 - 0        | Pro Patria       |
| Brescia       | 2 - 3        | Genoa            |
| Lecco         | 1 - 3        | Torino           |
| Padova        | 2 - 1 (pro.) | Modena           |
| Venezia       | 1 - 2        | Simmenthal-Monza |
| Triestina     | 0 - 2        | SPAL             |
| Udinese       | 0 - 2        | Bologna          |
| Hellas Verona | 2 - 1        | Mantova          |
| Prato         | 2 - 0        | Sampdoria        |
| Parma         | 3 - 1        | Cosenza          |
| Napoli        | 1 - 0        | Bari             |
| Potenza       | 0 - 2        | AS Roma          |
| Cagliari      | 1 - 0        | Lazio            |
| Foggia        | 2 - 1        | Catania          |
| Catanzaro     | 3 - 1        | Messina          |
| Palermo       | 0 - 3        | Fiorentina       |

### Ronda intermedia
Jugado el 20 de octubre de 1963
| Equipo 1 | Resultado | Equipo 2         |
| -------- | --------- | ---------------- |
| Varese   | 3 - 0     | Simmenthal-Monza |

### Segunda ronda
Jugados los días 20 de octubre y 11 de diciembre de 1963
| Equipo 1      | Resultado       | Equipo 2 |
| ------------- | --------------- | -------- |
| Alessandria   | 0 - 0 (3-4 tdp) | Genoa    |
| Hellas Verona | 0 - 1 (pro.)    | Bologna  |
| Padova        | 2 - 2 (2-4 tdp) | SPAL     |
| Parma         | 1 - 2           | Cagliari |
| Fiorentina    | 4 - 1           | Prato    |
| AS Roma       | 5 - 0           | Napoli   |
| Catanzaro     | 1 - 2           | Foggia   |
| Torino        | 2 - 1           | Varese   |

### Tercera ronda
Jugados los días 12 de abril y 13 de mayo de 1964
| Equipo 1 | Resultado       | Equipo 2   |
| -------- | --------------- | ---------- |
| Genoa    | 1 - 1 (4-5 tdp) | Torino     |
| Cagliari | 0 - 1           | Fiorentina |
| Foggia   | 0 - 2           | AS Roma    |
| Bologna  | 4 - 2           | SPAL       |

### Cuartos de final
Jugados los días 3 y 11 de junio de 1964
| Equipo 1   | Resultado | Equipo 2 |
| ---------- | --------- | -------- |
| Fiorentina | 1 - 0     | AC Milan |
| AS Roma    | 1 - 0     | Atalanta |
| Juventus   | 4 - 1     | Bologna  |
| Torino     | 4 - 1     | Inter    |

### Semifinal
Jugados los días 10 y 14 de junio de 1964
| Equipo 1 | Resultado       | Equipo 2   |
| -------- | --------------- | ---------- |
| AS Roma  | 1 - 1 (7-3 tdp) | Fiorentina |
| Torino   | 2 - 0           | Juventus   |

### Final
Jugado el 6 de septiembre de 1964
| Equipo 1 | Resultado    | Equipo 2 |
| -------- | ------------ | -------- |
| AS Roma  | 0 - 0 (pro.) | Torino   |

#### Desempate
| 1 de noviembre de 1964 | Torino | 0:1 (0:0) | AS Roma    | Estadio Olímpico de Turín, Turín |  |
|                        |        |           | 85' Nicolè |                                  |  |

|                           |
| Campeón AS Roma 1° título |